# ملعب إل سادار
ملعب إل سادار هو ملعب كرة قدم يقع في بنبلونة، نافارا، إسبانيا. يتسع الملعب لـ18،761 متفرج. شُيد عام 1967 وهو أرض نادي الدرجة الأولى الإسباني أوساسونا.

## التاريخ
افتتح الملعب عام 1967 باسم إل سادار.
غنت فرقة بون جوفي على الملعب يوم الخامس من يونيو 1996.
في شهر نوفمبر 2014، اضطر أوساسونا إلى بيع الملعب إلى حكومة المنطقة (نافارا) بسبب المصاعب المالية التي كان يواجهها النادي والتي كانت تهدد بإفلاسه.
في صيف 2015، نُقصت سعة الملعب من 19,800 متفرج إلى 18,761 وذلك لأسباب أمنية.